# Église Saint-Pierre-et-Saint-Paul de Caillac
L'église Saint-Pierre-et-Saint-Paul de Caillac est une église catholique située à Caillac, en France.

## Localisation
L'église Saint-Pierre-et-Saint-Paul est située dans le département français du Lot, à Caillac.

## Historique
Izarn de Luzech donne l'église au chapitre de la cathédrale de Cahors vers 1130. C'est la première mention de l'église. Dorde de Luzech y aurait fait construire une chapelle en 1151. La nef de l'église a été construite au XIIe siècle.
À partir de 1254, elle est à la collation de l'évêque.
Le chœur, le chevet et les chapelles latérales datent des années 1520. Le décor sculpté de l'église peut être apparenté à celui du château Lagrézette. L'archivolte extérieure du portail latéral sud ornée de billettes alternées est romane. Dans ce portail, le décor d'arabesques sculpté sous l'archivolte extérieure a été réalisé vers 1520.
La sacristie a été construite à l'angle sud-est du chevet. Sa fenêtre à linteau armorié bûché montre que c'est aussi une œuvre du XVIe siècle.
L'édifice est classé au titre des monuments historiques le 18 octobre 1979. 
Plusieurs objets (tableaux, statue, etc) sont référencer dans la base Palissy.

## Description
C'est une église à nef unique avec chapelles latérales formant faux transept et chevet polygonal.
La nef romane est couverte d'un plafond lambrissé. La croisée du faux transept, le chevet et les chapelles latérales sont couverts par des voûtes d'ogives ou avec des liernes et tiercerons, clefs de voûte armoriées, et retombant sur des culots sculptés.
La voûte du chœur, du faux transept et les arcs du chœur ont reçu un décor de rinceaux peints traités comme des éléments sculptés. Ce décor est probablement contemporain de la reconstruction du chevet.
Le clocher comprend deux étages d'arcades.

## Mobilier
L'église possède un tableau représentant saint Pierre en extase peint en 1848 par le peintre d'origine polonaise Jan Tysievicz (1815-1891),.